# チャド・グレイ
チャド・グレイ（Chad Gray、1971年10月16日 - ）は、アメリカ合衆国出身のボーカリスト。現在はヘヴィメタルバンドマッドヴェインとヘルイェーを中心に活動している。既婚。

## 概要
マッドヴェインでの活動をするまでは、工場で働いていた。その後、工場を辞めて今まで貯めた資金から40,000ドルを引き出し、マッドヴェインの活動の拠点であるイリノイ州に引っ越した。
2005年に、ケリー・オルソンという人物と結婚。同年、長年に渡って癌と闘病していた彼の祖母が他界。祖母の凄まじい闘病生活の過程を、マッドヴェインのアルバムL.D.50に収録されている Death Blooms という曲で取り上げている。
演奏しているバンドの音楽性や激しいライブでのパフォーマンスから凶暴な人物と思われるが、インタビューでは冷静かつ丁寧に一言一言を話す知的な人物である。

## ボーカルスタイル
声域が非常に広く、削岩機のようなシャウト、うねるような低音を利かせたデスヴォイス、乾いたカントリー調の声や透明感のあるクリーンなコーラスまで幅広くこなす。影響を受けた主なボーカリストとして、パンテラのフィル・アンセルモを挙げている。また、ボーカルスタイルでなく、ルックスやパフォーマンスといった音楽性以外の面でも強く影響を受けている。